# Christian Lindberg
Œuvres principales
Arabenne pour trombone et cordes (1997), Mandrake In The Corner (1998-2002), OF BLOOD SO RED (2005-2007), Kundraan (2008), Kundraans Karma (2009)
Répertoire
 Motorbike Concerto (1989) de Jan Sandström, An den Wassern (1996) de Arvo Pärt, 
Yet Another Set To (2005) de Mark Anthony Turnage
Christian Lindberg, né le 15 février 1958, est un tromboniste, chef d'orchestre et compositeur suédois.

## Études
Né en 1958 à Danderyd en Suède, Christian Lindberg  apprit à jouer de la trompette, puis se convertit au trombone dès  l'âge de 17 ans. À 19 ans, il devint membre de l'orchestre de l'Opéra royal de Stockholm. À 20 ans, il quitta l'orchestre pour étudier à plein temps à Stockholm, Londres et Los Angeles. Il étudia ainsi avec John Iveson au Royal College of Music (1979-1980) puis avec Ralph Sauer et Roger Bobo à Los Angeles (1983).

## Carrière d'instrumentiste
En 1981, Lindberg remporta la compétition Biennale des Solistes Nordiques. Lors de son premier concert en 1984, il interpréta le Concerto pour Trombone (1957) d'Henri Tomasi. Cette même année, il signa un contrat d'enregistrement de 3 CD avec BIS Records. À ce jour, Lindberg a enregistré plus de 60 albums, principalement pour BIS.
Parmi ses collaborateurs musicaux en Suède on inclut le pianiste Roland Pöntinen et le compositeur Jan Sandström. Lindberg est particulièrement connu pour ses interprétations de musique contemporaine, en s’efforçant d'élargir le répertoire de concertos pour trombone.
En 2006, il était estimé qu'au cours des précédentes 25 années 82 œuvres avaient été composées pour lui.
Quelques-unes de ses créations :
- Gunnar de Frumerie – Trombone Concerto (1987)
- Jan Sandström – Motorbike Concerto (1989)
- Iannis Xenakis – Troorkh (1991)
- Anders Hillborg – Concerto pour trombone (1993)
- Toru Takemitsu – Fantasma/Cantos II
- Jan Sandström – Don Quixote (1994)
- Arvo Pärt – An den Wassern (1996)
- Dominic Muldowney – Concerto pour trombone (1996)
- Pär Lindgren – Islands (1997)
- Michael Nyman – Trombone Concerto (1997)
- Luciano Berio – SOLO pour Trombone et Orchestre (1999)
- Christian Lindberg – Helikon Wasp (2003)
- Mark Anthony Turnage – Yet Another Set To (2005)

Au début des années 2000, un sondage international réalisé auprès de musiciens par le magazine spécialisé Brass Bulletin avait classé Christian Lindberg dans le Top 12 des meilleurs cuivres du XXe siècle, à la neuvième place (avec 243 votes) après Maurice André (848 votes), Louis Armstrong (649 votes), Wynton Marsalis (485 votes), Arnold Jacobs (en) (431 votes), Miles Davis (394 votes), Adolph Herseth (en) (305 votes), Dennis Brain (276 votes) et Dizzy Gillespie (263 votes).
En collaboration avec le facteur d'instruments à vent C.G. Conn, il a poursuivi le développement du trombone et ainsi dessiné des embouchures désormais utilisées par les trombonistes du monde entier.

## Carrière de compositeur
Lindberg a commencé à composer dans les années 1990 encouragé en cela par le compositeur suédois Jan Sandström. Parmi ses œuvres on peut citer "Fafer Fanfare For Four Frogs" (1998), "Mandrake In The Corner" (1998-2000), "Salute to a Sausage Society", "Under The Pillow", "An Awfully Ugly Tune", etc. Ces musiques sont souvent teintées d’humour et sont un reflet de son caractère enjoué (qualités qu’il partage avec son « complice » Jan Sandström).

## Carrière de chef d'orchestre
En 2000, Lindberg fit ses débuts de Chef d’Orchestre avec le Northern Sinfonia au Royaume-Uni. Il dirige régulièrement l'Orchestre de Chambre Nordique et l'Ensemble à Vent Suédois. Il est actuellement chef principal de l'Orchestre Philharmonique de l'Arctique (en).
Depuis 2011, il reprend (à la suite des enregistrements initiés par Leif Segerstam) le projet d'intégrale des symphonies d'Allan Pettersson avec l'Orchestre Symphonique de Norrköping, intégrale publiée sous le label BIS Records et qui devrait se terminer en 2018.